# Feu Lady Anne
Feu Lady Anne est un roman policier publié par l’écrivain belge Stanislas-André Steeman, dans une première version en 1935, sous le titre L'adorable spectre. Il est repris par l'auteur en 1943, date du copyright de S.A. Steeman, avec son nouveau titre : Feu Lady Anne. Les éditions récentes portent l'ancien titre comme un sous-titre entre parenthèses.

## Résumé
Sir Henry-Th. Chadmore est amoureux de Lady Anne, une duchesse morte le jour où lui-même est né ... Lorsqu’on lui vole les bijoux ayant appartenu à la Dame, il n'hésite pas à quitter son manoir de Fordwich pour se rendre à Londres afin d'y mener lui-même l'enquête, avec l'aide de son fidèle majordome Jeeves, qui a bien connu les bas-fonds londoniens dans une vie antérieure. Mais à chaque fois que l'on est sur le point de retrouver les bijoux, on tombe sur un cadavre et le trésor a disparu.

## Personnages
- Sir Henry-Th. Chadmore : baronnet britannique.
- Jeeves : majordome de Sir Henry-Th. Chadmore.
- Dr Allport : médecin de Sir Henry-Th. Chadmore.
- Mr King : pasteur de Fordwich.
- Kate Larkins : femme de chambre de Sir Henry-Th. Chadmore.
- Mr Strawn : constable de Fordwich.
- Jim Hawsley : mauvais garçon de Fordwich.
- Mr Crosby : aubergiste à Fordwich.
- Basil Sepping : neveu de Sir Henry-Th. Chadmore.
- Nancy : égérie de Basil Sepping.
- Isaac Gowrie : directeur de l'agence "Fairburn & sons".
- Charles Pope : détective privé de l'agence "Fairburn & sons".
- Saul Morris : voyou londonien.
- Inspecteur Courtneige, dit "Red Bill" : enquêteur de Scotland Yard.
- Mike Donovan, dit "Lucky Lord" : "retiré des affaires".
- Barbara : fille de Mike Donovan.
- Harold Knollys : mari de Barbara.
- Rudolph Sharp : receleur londonien.
- Harry Fornby : voyou londonien.

## Autour du livre
- Le roman porte la dédicace : "A Krisha, ma lady Anne". Il s'agit de la seconde épouse de l'auteur.